# Mường Lèo
Mường Lèo est une commune rurale, située dans le district de Sốp Cộp (province de Sơn La, Viêt Nam).

## Géographie

### Géographie physique
Mường Lèo a une superficie de 373,16 km².

### Géographie administrative
La commune est divisée en onze villages.
| Nom        | Nombre de ménages (2012) | Population (2012) | Ethnie majoritaire |
| ---------- | ------------------------ | ----------------- | ------------------ |
| Bản Mạt    | 77                       | 406               | Thaï               |
| Bản Liềng  | 64                       | 284               | Thaï               |
| Huổi Làn   | 53                       | 322               | Khmu               |
| Huổi Phúc  | 16                       | 131               | Hmong              |
| Huổi Áng   | 43                       | 267               | Hmong              |
| Sam Quảng  | 34                       | 270               | Hmong              |
| Huổi Luông | 84                       | 558               | Hmong              |
| Pá Khoang  | 33                       | 255               | Hmong              |
| Nà Chòm    | 18                       | 84                | Thaï               |
| Nặm Pừn    | 78                       | 452               | Khmu               |
| Chăm Hỳ    | 25                       | 154               | Hmong              |
| Total      | 525                      | 3183              |                    |

## Politique
Le code administratif de la commune est 04240.

## Démographie
En 1999, la commune comptait 1 806 habitants.

## Sources
- (vi) Cet article est partiellement ou en totalité issu de l’article de Wikipédia en vietnamien intitulé « Mường Lèo » (voir la liste des auteurs).